# NK Murvica
Nogometni klub "Murvica" (NK Murvica; Murvica) je nogometni klub iz Murvice, općina Poličnik, Zadarska županija. U sezoni 2019./20. se natječe u 2. ŽNL Zadarska.

## O klubu
Nogometni klub "Murvica" je osnovan 13. rujna 2009. godine. Prvu utakmicu je igrao 22. kolovoa 2010. u Poličniku protiv momčadi "Podgradine". S ligaškim natjecanjima je klub započeo u sezoni 2010./11. 
 Do izgradnje vlastitog igrališta, klub je koristio igralište "Dragovoljca" iz Poličnika.

## Vanjske poveznice
- NK Murvica, facebook stranica
- nkmurvica.weebly.com, wayback arhiva
- opcina-policnik.hr, NK Murvica  Arhivirana inačica izvorne stranice od 21. rujna 2018. (Wayback Machine)
- narodni-list.hr, NK Murvica: Ante Grgeč, novi predsjednik kluba, objavljeno 28. siječnja 2016.